# Gus Pope

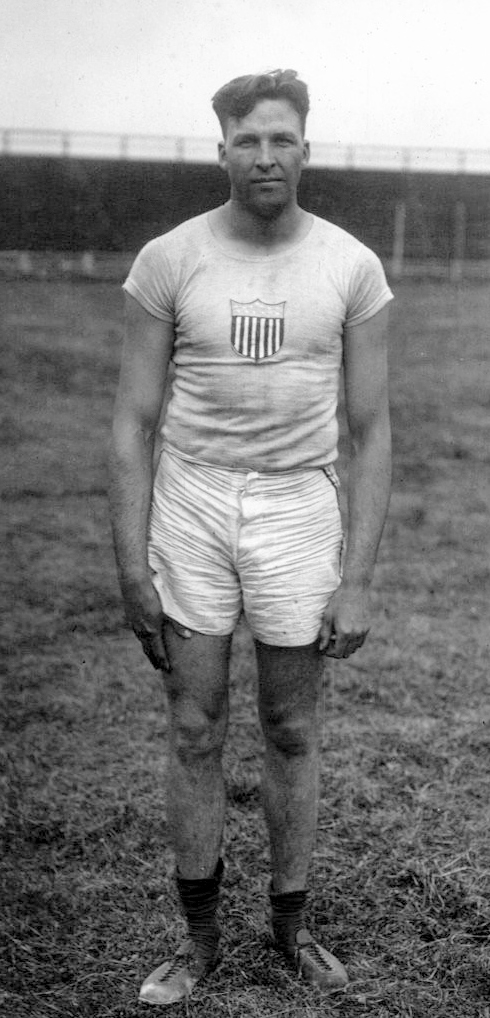
Gus Pope, 1920

Augustus Russell „Gus“ Pope (* 29. November 1898 in Seattle; † 1953) war ein US-amerikanischer Diskuswerfer und Kugelstoßer, der in den frühen 1920er-Jahren aktiv war. Er startete für den Illinois Athletic Club in Chicago, war 1,85 m groß und 95 kg schwer.

## Erfolge national
Pope gewann drei Landesmeisterschaften:
- 1920: Meister (und gleichzeitig Gewinner der Olympiaausscheidung) Diskus mit 44,63 m
- 1921: Meister Diskus mit 43,89 m und Dritter Kugel mit 13,87 m sowie Hochschulmeister (NCAA) Diskus (43,34 m) und Kugel (13,83 m)
- 1922: Meister Diskus mit 44,47 m
- 1923: Vizemeister Diskus mit 45,19 m (hinter Thomas Lieb mit 46,12 m)
- 1924: Vizemeister Diskus mit 42,43 m (hinter Thomas Lieb mit 44,07 m) und Vizemeister Kugel mit 13,59 m (hinter Ralph Hills mit 14,17 m)
- 1925: Vizemeister Diskus (überliefert ist nur die Siegesweite von Bud Houser mit 47,70 m)

## Erfolge international
Darüber hinaus nahm Pope an zwei Olympischen Spielen teil: 1920 in Antwerpen und 1924 in Paris. In Antwerpen gewann er mit 42,13 m die Bronzemedaille hinter den beiden Finnen Elmer Niklander (Gold mit 44,68 m) und Armas Taipale (Silber mit 44,19 m). Alle drei Athleten hatten ihre Weiten bereits in der Qualifikation erzielt.
Vier Jahre später wurde Pope Zweiter der Olympiaausscheidungen. Mit seiner Leistung von 45,97 m hätte er in Paris die Silbermedaille gewonnen. Dort kam er jedoch nur auf 44,42 m, die Platz 4 hinter seinen Landsleuten Bud Houser (Gold mit 46,15 m) und Thomas Lieb (Bronze mit 44,83 m) sowie dem Finnen Vilho Niittymaa (Silber mit 44,95 m) bedeuteten. Auch hier stammten alle Weiten bereits aus der Qualifikation.

## Bestleistungen
In seiner Spezialdisziplin, dem Diskuswurf, stehen für Pope sechs Platzierungen unter den Top Ten der Weltbestenliste zu Buche:
- 1920: Platz 3 mit 44,63 m, erzielt am 17. Juli in Cambridge
- 1921: Platz 1 mit 46,50 m (persönliche Bestleistung), erzielt am 14. Mai in Pullman
- 1922: Platz 7 mit 44,47 m, erzielt am 9. September in Newark
- 1923: Platz 3 mit 45,64 m, erzielt am 9. Juni in South Bend
- 1924: Platz 7 mit 45,98 m, erzielt am 13. Juni in Cambridge
- 1925: Platz 6 mit 45,39 m, erzielt am 4. Juli in San Francisco

Seine persönliche Bestleistung im Kugelstoßen wird mit 14,25 m angegeben; diese Weite erzielte er bei einem Hallenwettkampf am 20. März 1925 in Chicago.